# Футбольный альянс южного Лондона
Футбольный альянс южного Лондона (англ. South London Football Alliance) — футбольная лига, соревнование для клубов базировавшихся в Южном Лондоне (Великобритания). Альянс был основан в 1920 году и в своём последнем сезоне 2016/17 имел в общей сложности 2 дивизиона с 23 командами. Лига не входила в систему английских футбольных лиг, поскольку не являлась фидерной лигой в футбольной пирамиде. Однако клубы футбольного альянса южного Лондона обычно попадали в низшие дивизионы Лиги графства Кент — Дивизион 3 Восток и Дивизион 3 Запад.
В 2017 году футбольный альянс южного Лондона объединился с футбольной лигой Бромли и района, образовав Лигу Бромли и Южного Лондона.
Лига была аффилирована с Лондонской футбольной ассоциацией и футбольной ассоциацией графства Кент.

## История
Футбольный альянс Южного Лондона был сформирован в 1920 году и начал свою работу в соревновательном режиме в сезоне 1921/22. Johnson & Phillips — единственный член-учредитель лиги, который остался в её составе до конца её деятельности. Территория, на которой проводились соревнования, охватывала 15 миль от Бересфорд Сквер (Вулидж). Другими соревнованиями, проводимыми в рамках альянса, были:
- Благотворительный кубок королевы Марии (учрежден в 1926 году);
- Благотворительный кубок Элизабет Жакес (учрежден в 1947 году)[1].

## Клубы-участники 2016/17
В последнем сезоне лиги в её состав входили следующие клубы:

| - ФК Кройдон БР - Золотой Лев - Льюишем Атлетик Резервз - Кингсдейл - Лонг Лейн 'А' - Метрогас - Аур Леди Сеньорс - Ред Вельвет - Темз Боро - Тюдор Спортс - Вест Бромли Альбион | - Бекслианс 'A' - Кройдон БР Резервз - Дэнсон Спортс - Элтхэм Таун - Фарнборо Олд Бойз Гильдия 'А' - Айрон Тагбот Сити - Джонсон и Филлипс Резервз - Лондон Боро - Олд Бромлейанс Резервз - Олд Колфейанс - Севен Акр Спортз - Ширли Таун |

## Последние чемпионы дивизионов
| Сезон   | Премьер-дивизион    | Первый дивизион      | Второй дивизион                  | Третий дивизион        | Четвёртый дивизион          |
| ------- | ------------------- | -------------------- | -------------------------------- | ---------------------- | --------------------------- |
| 2003/04 | Метрогас            | Пенхилл Стандарт     | Кэтфорд Уондерерс «B»            | Крофтон Альбион        | Бридон Спорт Резервз        |
| 2004/05 | Метрогас            | Мидл Парк            | Севен Акр Спортс Резервз         | Оукдейл Атлетик        | Деспортива Португеш         |
| 2005/06 | Тюдор Спортс        | Форест Хилл Парк     | Крей Вэлли Пэйпер Миллс Ф.К. «A» | AFC Сиденхем           | Элит                        |
| 2006/07 | Кингфишер           | Уилмингтон           | AFC Сиденхем                     | Элит                   | Крофтон Альбион Резервз     |
| 2007/08 | Крофтон Альбион     | Бекслианс            | Крей Вэлли Пэйпер Миллс Ф.К. «A» | Чартерхаус-ин-Саутварк | Сообщество Чарльтон Атлетик |
| 2008/09 | Блэкхит Уондерерс   | Севен Акр Спортс     | Бексли                           | Элтхэм Таун            | Крофтон Альбион «A»         |
| 2009/10 | Иден Парк Рейнджерс | Бридон Роупс Резервз | Бридон Роупс «A»                 | Элмстед                | Дартфорд Таун               |
| 2010/11 | ФК Холлингтон       | АФК Моттингем        | Блэкхит Уондерерс                | Олд Роан «А»           | Темз Боро Резервз           |
| 2011/12 | Лонг Лейн           | Лонг Лейн Резервз    | Льюишем Атлетик                  | Нью Парк Резервз       | Олд Колфейнз Резервз        |
| 2012/13 | Джонсон и Филлипс   | Льюишем Атлетик      | Бихайв                           | Нью Парк               | Хоуп и Глори                |
| 2013/14 | Льюишем Атлетик     | Ред Велвет           | Севен Акр Спортс                 | Бексли Спортс          |                             |
| 2014/15 | Бихайв              | Ватерлоо             | Кройдон BR                       | Ред Велвет «A»         |                             |
| 2015/16 | Уикхем Парк         | Ред Велвет Резервз   | Голден Лайон                     |                        |                             |
| 2016/17 | Ред Велвет          | Элтхэм Таун          |                                  |                        |                             |

## Другие лиги Лондона и Кента
Существует ряд других лиг, входящих в Лондонскую футбольную ассоциацию, а также существует ряд других лиг, которые входят в состав Футбольной ассоциации графства Кент.